# Emely Jäggi
Emely Jäggi (13 de octubre de 2008) es una deportista suiza que compite en tiro, en la modalidad de rifle. Ganó una medalla de bronce en el Campeonato Europeo de Tiro de 2024, en la prueba de rifle 3 posiciones 50 m.

## Palmarés internacional
| Campeonato Europeo | Campeonato Europeo | Campeonato Europeo | Campeonato Europeo      |
| Año                | Lugar              | Medalla            | Prueba                  |
| ------------------ | ------------------ | ------------------ | ----------------------- |
| 2024               | Osijek (Croacia)   | Medalla de bronce  | Rifle 3 posiciones 50 m |